# Deptford
Deptford (/[invalid input: 'icon']ˈdɛtfərd/) là một quận thuộc Nam Luân Đôn, Anh, nằm tại bờ phía nam của sông River. Nơi đây có cảng đóng tàu chính và thu hút Peter the Great của Nga đến và nghiên cứ về đóng tàu. Deptford và các bến cảng gắn liền với chuyến hành trình ra khơi thứ ba của thuyền trưởng James Cook và vụ ám sát Christopher Marlowe bí ẩn trong ngôi nhà dọc theo bờ Deptford.
Khu đô thị Deptford hình thành vào năm 1900; sau đó, từ 1965, khu vực này trở thành một phần của Khu Lewisham của Luân Đôn cho đến ngày nay.